# Erik Olin Wright

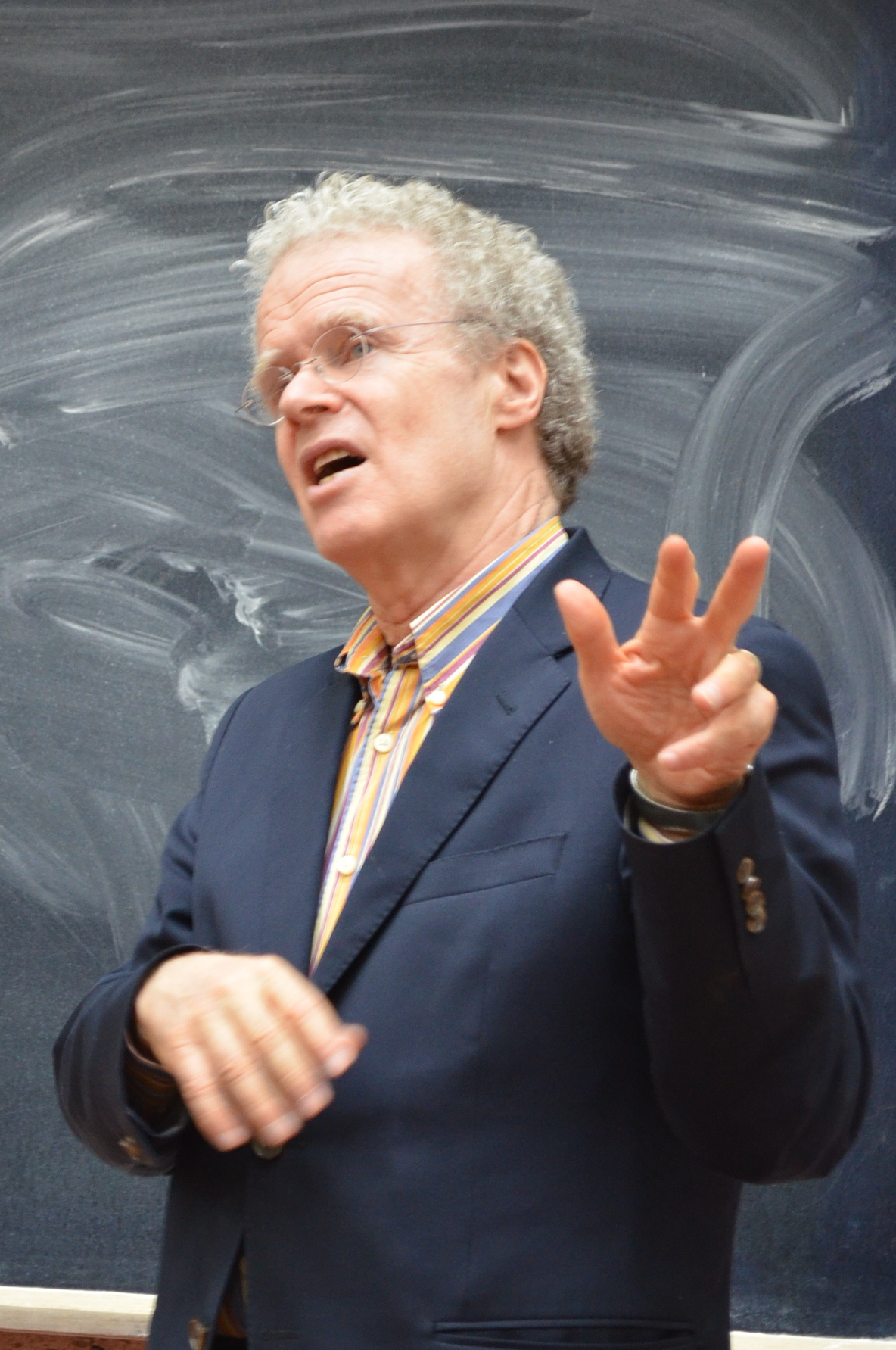
Erik Olin Wright, 2013.

Erik Olin Wright (ur. 9 lutego 1947 w Berkeley, Kalifornia, zm. 23 stycznia 2019) – amerykański socjolog kierunku analitycznego marksizmu specjalizujący się w zagadnieniach stratyfikacji społecznej i w egalitarnych alternatywach przyszłości kapitalizmu. Doktoryzował się na Uniwersytecie Kalifornii w Berkeley w 1976. Był wykładowcą na Uniwersytecie Wisconsin.

## Najważniejsze prace
- The Politics of Punishment: A Critical Analysis of Prisons in America (1973),
- Class, Crisis and the State (1978 i 1979),
- Class Structure and Income Determination (1979),
- Classes (1985),
- The Debate on Classes (1990),
- Reconstructing Marxism: essays on Explanation and the Theory of History (wraz z Elliott Soberem i Andrew Levinem; 1992),
- Interrogating Inequality (1994),
- Class Counts: Comparative Studies in Class Analysis (1997),
- Class Counts: student edition (2000),
- Deepening Democracy: institutional innovations in empowered participatory governance (wraz z Archon Fungiem; 2003).